# ズルフィカール・アリー・ブットー

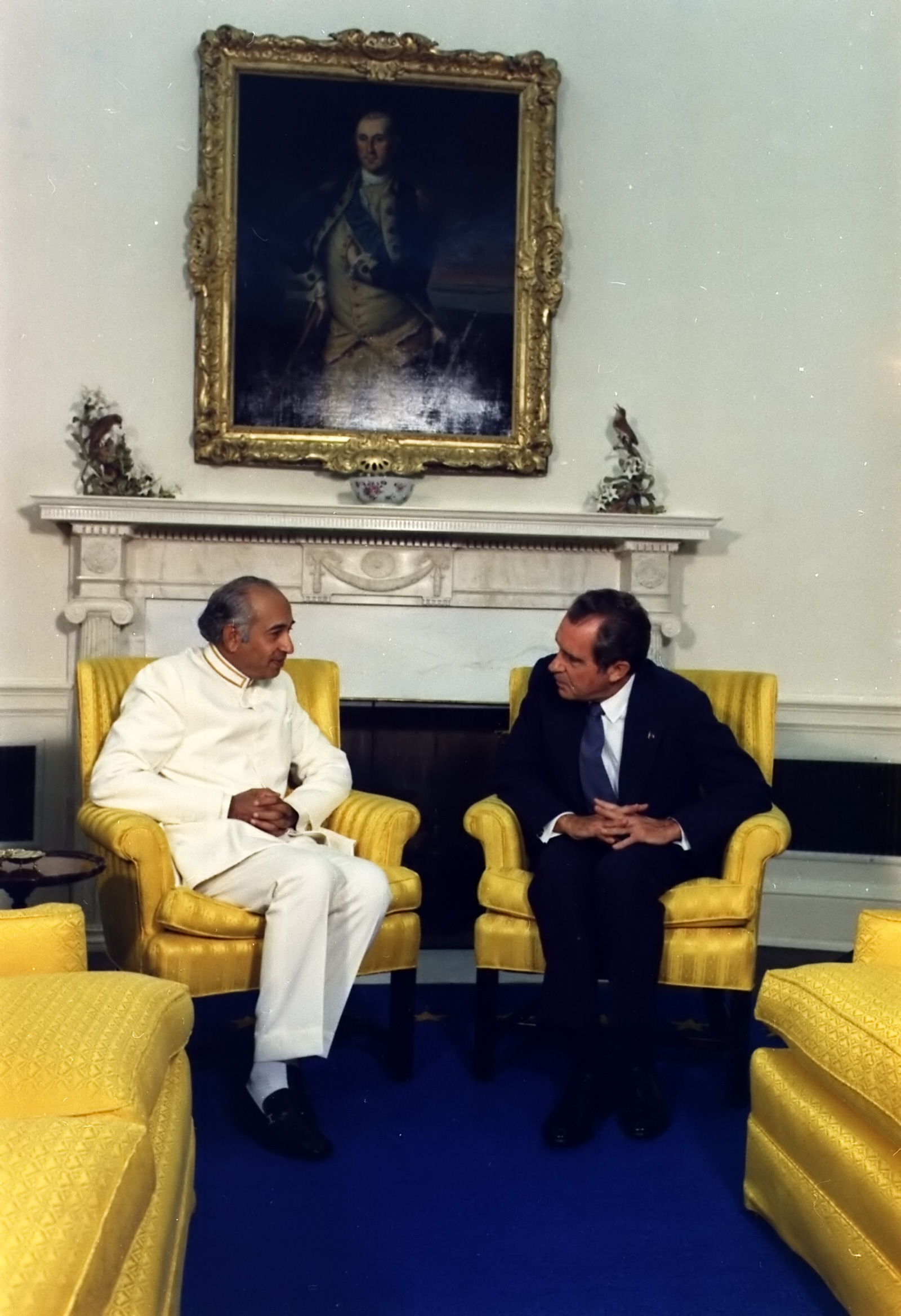
1973年9月18日、アメリカのリチャード・ニクソン大統領と会談するブットー

ズルフィカール・アリー・ブットー（ウルドゥー語:ذوالفقارعلی بھٹو, シンド語：ذوالفقارعلي ڀُٽو, 英語：Zulfikar Ali Bhutto,　1928年1月5日 - 1979年4月4日）は、パキスタンの政治家で、1971年から1973年まで大統領、1973年から1977年まで首相を務めた。パキスタン人民党（PPP）の創立者。娘にはパキスタン首相を務め2007年に暗殺されたベーナズィール・ブットーがいる。彼は社会主義的政策や核開発を進めたが、1977年にムハンマド・ジア＝ウル＝ハク将軍によるクーデターで失脚した。政敵暗殺の容疑をかけられ、1979年死刑に処されたが、これはジア＝ウル＝ハクの主導による政治的裁判といわれている。

## 経歴
ラールカーナー（現在シンド州）近郊で地主で政治家の三男として生まれた。ボンベイ（現ムンバイ）で教育を受け、パキスタン建国運動にも関わった。南カリフォルニア大学およびカリフォルニア大学バークレー校で政治学を学んだ。1951年にカラチ在住のイラン人富豪の娘ヌスラト・イスパハーニーと結婚し、1953年の長女ベーナズィールを初めとして二男二女を儲けた。1957年、パキスタンの国連代表団に最年少で参加。1958年にはアイユーブ・ハーン大統領により最年少閣僚としてエネルギー相に任命され、その後ソ連との援助交渉などを通じ頭角を現した。
1963年に外相となり、それまでの西側寄り政策を転換し、アメリカ合衆国と一線を画して中華人民共和国やサウジアラビアとの軍事・経済協力関係を結ぶとともに領土問題を決着させ、東南アジア条約機構からは離脱した。また他のイスラム諸国との関係を緊密にし、非同盟路線を進めた。1965年、カシミール領有権をめぐりインドとの軍事衝突が起きた（第二次印パ戦争）。ブットーはインドを非難したが、両国はアメリカ、イギリス、ソ連などの圧力により、国連の仲介する停戦に同意した。ブットーはアイユーブ・ハーンとともに和平交渉に赴き、両国の捕虜交換と撤兵に合意したが、国内世論はこれに反発し、ブットーもアイユーブ・ハーンに対して批判的になり、1967年には辞任して公然と政権を批判し、ラホールでパキスタン人民党を結成した。
アイユーブ・ハーンの辞任後、新大統領ヤヒヤー・ハーンの元で1970年12月に選挙が行われ、PPPは西パキスタンの多くの議席を占めたが、東パキスタンでは独立派でムジブル・ラフマンが率いるアワミ連盟が多数を制した。ムジブル・ラフマンが軍に逮捕された後、混乱の中で1971年3月25日、ジアウル・ラフマンが東パキスタンでバングラデシュの独立を宣言し、パキスタン軍による弾圧が始まった（バングラデシュ独立戦争）。ブットーは軍を支持しながらもヤヒヤー・カーンとは距離を置いた。
インドの東パキスタン介入（第三次印パ戦争）によりパキスタン軍は12月16日降伏した。ヤヒヤー・ハーンは非難を受けて12月20日辞任し、ブットーが次期大統領ならびに戒厳司令官となった。

## 大統領および首相として
ブットーはヤヒヤー・ハーンを軟禁し、死刑判決を受けていたムジブル・ラフマンを釈放した。1972年1月2日、ブットーは主要産業の国有化を宣言した。また労働者の権利を拡大するとともに、地主の権力を制限し、農地解放を実施した。4月には国会を召集し、戒厳令を解除、新憲法の起草を命じた。
1972年7月2日、ブットーはインドを訪問してインディラ・ガンディー首相と交渉し、和平、捕虜の帰還、カシミールでの停戦ライン画定などを定めたシムラー協定に調印し、またバングラデシュを承認した。一方で核開発計画に着手し、カナダの協力で11月に原子炉を建設した。中国の毛沢東と会談して高濃縮ウランの提供などの協力も取り付け、後の核実験の成功につながることにもなる。1973年1月、バローチスターン州で反乱が起き、この鎮圧を軍に命じた。
3月30日、一部軍人がクーデタを計画したとして逮捕され、このときムハンマド・ジア＝ウル＝ハク准将が軍事裁判長に任命されている。4月12日、新憲法が発効した。
8月10日、大統領職をファザル・イラーヒー・チョードリーに譲り、自らは首相となった。この時、旧知で詩人のファイズ・アハマド・ファイズが文化顧問担当に任命されている。7月にバングラデシュを正式に承認し公式訪問した。ブットは中国およびイスラム諸国との関係をさらに深めた。国内ではイスラム教（アフマディーヤ派の扱いなど）や分離主義などの問題も生じたが、国有化政策と経済開発が推し進められた。
しかし、官僚主義が蔓延するとともに経済効率は低下し、ブットーへの支持も低落していった。ブットーに対する批判は増し、特に政策的には近かった野党の国民アワミ党（NAP）との対立が激しくなり、同党の禁止と幹部の逮捕に至った。人民党内部でも対立が激化し、1974年3月にブットーと対立した幹部アフマド・ラザー・カスーリーが狙撃され父が死亡した事件では党内抗争によるという非難が吹き出し、PPP幹部がブットーを公然と非難した。さらに地方の混乱を鎮圧するためとして派遣された軍が残虐行為を働いたとして非難された。1976年には、他の将軍を出し抜いてジア＝ウル＝ハクを昇進させている。
1977年1月8日、反対派はパキスタン国民同盟（PNA）を結成した。ブットーは選挙を実施し、国民同盟は敗れたが選挙に不正があるとして無効を訴えた。イスラム指導者もブットー政権打倒を訴えた。ブットーは再度選挙を行うことに同意した。

## クーデタと処刑
1977年7月5日、ブットーと閣僚たちはジア＝ウル＝ハク将軍を中心とする軍により逮捕され、戒厳令が発せられた。また人民党と国民同盟の幹部も逮捕されたが、10月の選挙は認められた。ブットーは7月29日に釈放され、選挙に向けた遊説を開始した。8月には再度逮捕されたがまもなく釈放され、妻ヌスラトが人民党の次期党首に指名された。8月17日にまた人民党幹部とともに逮捕された。
ブットーはカスーリー暗殺に関与した容疑をかけられ、10月24日に裁判が開始された。関係者からブットーが関与したとする証言が出たが、彼は軍のでっち上げだと主張した。ラホール高等裁判所は1978年3月18日ブットーに死刑判決を言い渡した。1979年2月6日、ブットーは最高裁判所に判決の見直しを訴えたが、却下された。政権に対して死刑回避の国際的圧力が高まったにもかかわらず、4月4日絞首刑が執行された。遺体は故郷ラールカーナーで埋葬された。